# 友谊花开
友谊花开是马来西亚沙巴州各源流中学华文学会及中学生的联谊团体，友谊花开是在1977年由亚庇沙白学院华文学会发起，被称为沙巴州中学生的“文艺母亲”，宗旨是发扬民族艺术、推广健康文艺、建立爱心社会、培育未来领袖。
它借着举办全州中学生生活营、年度中学生文娱晚会、戏剧营及各种华人文艺活动，历年来栽培了许多擅长舞台表演艺术者及文艺青年，在提高沙巴州华族青少年对本身民族文化之认同感方面做出重要的贡献。
凡是在中学生时代参与友谊花开活动者，在毕业后统称为“友谊花开校友”。友谊花开校友会在1996年正式成立，官方注册名为Persatuan Semarak Persahabatan Belia Kota Kinabalu Sabah.
随着社会面貌的改变，友谊花开在沙巴州华人社会的活跃程度已降低。目前，友谊花开仅在亚庇和斗湖比较活跃。

## 链接
友谊花开部落格（页面存档备份，存于）